# Giorgio Pezzin
Giorgio Pezzin (Venezia, 5 settembre 1949) è un fumettista italiano. Ha scritto oltre duecento storie a fumetti per la Disney.

## Biografia
Quando è ancora studente liceale, nel 1966 inizia a lavorare come inchiostratore per Romano Scarpa scrivendo, nello stesso anno, il primo soggetto per una storia di Topolino edito dalla Mondadori. Studia poi Ingegneria civile all'Università degli Studi di Padova.
Grazie all'amicizia con il disegnatore Giorgio Cavazzano presenta una sua opera alla redazione di Topolino incominciando così a lavorare in coppia con Cavazzano stesso entrando nello staff di sceneggiatori della Mondadori nella redazione di Topolino nel 1973 ed esordendo nel 1974 con la storia "Paperino e la visita distruttiva". Si laurea nello stesso anno, e per qualche anno esercita la professione di ingegnere civile.
Con Cavazzano durante gli anni settanta realizza varie serie a fumetti pubblicate su diverse testate come Walkie & Talkie che verrà pubblicata sul Corriere dei Piccoli dal 1973 al 1975, Oscar e Tango sul Messaggero dei Ragazzi dal 1974 al 1976 e Smalto & Jonny su Il Mago nel 1976. Con altri disegnatori realizza nel 1976 la serie Uomo bianco, disegnato da Bruno Marraffa e, nel 1977, I rangers.
Per l'Editoriale Cepim scrive dal 1977 storie della serie western Piccolo Ranger e, per la Daim Press, alcune storie della serie Zagor. Dopo l'interruzione della serie Piccolo Ranger, si dedicò a tempo pieno alla realizzazione di storie Disney per la Mondadori.
Nel 1981 pubblica su il Giornalino la serie Capitan Rogers e su Pif Gadget la serie Oscar et Tango, anche queste disegnate da Cavazzano.
Con il disegnatore Massimo De Vita ha ideato numerose saghe a fumetti Disney di successo come C'era una volta... in America, I signori della galassia, Le Tops Stories e la saga della macchina del tempo. Ha sceneggiato, anche in collaborazione con la moglie, storie per bambini come quelle di Cip e Ciop e de La sirenetta.
Dal 2004 interrompe la collaborazione con la Disney per dedicarsi ad altre serie a fumetti come le Winx, pubblicate sulla testata Winx Club.
Nel 2021 torna a collaborare con Topolino, realizzando una nuova avventura di Top de Tops, Topolino e la fonte della giovinezza, pubblicata nell'agosto di quell'anno. A seguito del ritiro di Massimo De Vita, avvenuto l'anno precedente, i disegni della storia vengono affidati a Davide Cesarello.           
Con l'aiuto della moglie Manuela Marinato, ha scritto per Disney circa 450 storie e più di 800 storie in totale. L'elenco dei titoli è pubblicato sul sito personale FumettieStorie.

## Opere (parziale)
- Giorgio Pezzin, Zio Paperone e il tuffo nel black-hole, collana Gli Albi di Topolino, illustrazioni di Guido Scala, n. 1327-1328, 1ª ed., Arnoldo Mondadori Editore, 1981.
- Giorgio Pezzin, Topolino e il mistero del Nautilus, collana Topolino, illustrazioni di Franco Valussi, The Walt Disney Company Italia, 1992.
- Giorgio Pezzin, C'era una volta... in America, collana Topolino, illustrazioni di Massimo De Vita, Silvia Ziche e Fabrizio Petrossi, The Walt Disney Company Italia, 1994-1999.
- Giorgio Pezzin, Topolino e le cronache della frontiera, collana Topolino, illustrazioni di Graziano Barbaro, Emilio Urbano, Ettore Gula e Roberta Migheli, 2000-2002.
- Giorgio Pezzin, Tanto gli strumenti sono tutti dipinti, a cura di Paolo Castagno, www.papersera.net, 2009.

## Riconoscimenti
Fumo di China
- 1997 - Miglior sceneggiatore umoristico

Premio Papersera
- 2009 - Premio alla carriera[9].

Topolino d'Oro
- 1994 - Miglior sceneggiatore Disney